# Rhamphidium hyophilaceum
Rhamphidium hyophilaceum là một loài rêu trong họ Ditrichaceae. Loài này được Müll. Hal. Broth. mô tả khoa học đầu tiên năm 1902.